# José Salazar Ilarregui
José Salazar Ilarregui (25 de septiembre de 1823 - 9 de mayo de 1892), fue un ingeniero de minas y político mexicano nacido y fallecido en la Ciudad de México. Fue dos veces gobernador de Yucatán durante el Segundo Imperio Mexicano de Maximiliano de Habsburgo.

## Biografía
José Salazar estudió en el Colegio de Minería de la Ciudad de México. Fue encargado de la Comisión de límites entre los Estados Unidos de América y México en 1848 y 1849. Fue el responsable de la delineación del territorio de La Mesilla que fue vendida por el gobierno de Antonio López de Santa Anna.
Empezó su carrera política al formar parte, como representante de Chihuahua, de la Junta de Notables formada por el general Frédéric Forey para ofrecer la corona mexicana a Maximiliano de Habsburgo. Más tarde fue nombrado en 1863 subsecretario de Fomento durante la regencia.
El 31 de julio de 1864 fue designado[cita requerida] por Maximiliano Comisario Imperial para la península de Yucatán que incluía Campeche, estado que ya había sido separado de Yucatán. Tomó posesión el 4 de septiembre del mismo año. Durante su administración creó el banco de Avío en la región para impulsar las actividades productivas. Tomó la decisión de autorizar el regreso a Yucatán de todos los desterrados políticos, entre los que se contaba al general Manuel Cepeda Peraza, quien poco más tarde habría de expulsarlo del territorio por las armas.
Con un pequeño ejército que solicitó de la Secretaría de Guerra del Imperio, apoyó la lucha contra los sublevados indígenas que seguía dándose en el territorio peninsular (la llamada guerra de castas) aunque no pudo evitar que estos siguieran asolando el sur y el oriente del estado de Yucatán.
Promovió la construcción de pozos artesianos públicos destinados al manejo de las aguas pluviales en la ciudad de Mérida. Se elaboró un plano exacto de Mérida, el más antiguo del que se tengan copias. Trajo inmigrantes alemanes para que se instalaran con actividades agrícolas productivas en el sur del estado. Instaló un observatorio astronómico. En el mes de noviembre de 1865 actuó como anfitrión en la visita a la península yucateca de la emperatriz Carlota que duró varios días y que se convirtió en un evento social relevante.
El 25 de marzo de 1866, José Salazar dejó Yucatán debido a su nombramiento en la Ciudad de México como Ministro de Gobernación. Llegó a la península para sustituirle el nuevo Comisario Imperial, Domingo Bureau, pero muy poco tiempo después, ya en las postrimerías del imperio de Maximiliano, Salazar Ilarregui retornó a Yucatán, el 10 de noviembre de 1866, con el encargo de asegurar la región para las fuerzas imperiales. 
Menos de 7 meses duró su encargo ya que los juaristas republicanos habían logrado reorganizarse y pertrecharse al mando de Manuel Cepeda Peraza. En abril de 1867, José Salazar Ilarregui decretó el cerco de la ciudad de Mérida impidiendo la llegada de los republicanos. Estos finalmente rompieron el sitio y tomaron la capital del estado el 15 de junio del mismo año, en que se firmó la capitulación. Salazar Ilarregui se embarcó apresuradamente hacia Nueva York.
Regresó al país después de un tiempo y volvió a prestar su servicios como ingeniero destacado que era. Formó parte de la Comisión de límites para el trazo de la frontera con Guatemala, siguiendo las instrucciones que recibió de la Secretaría de Relaciones Exteriores de Porfirio Díaz en 1878.
Murió en la Ciudad de México, a los 69 años, en 1892.